# エスグラントコーポレーション
株式会社エスグラントコーポレーション（英: S-GRANT.CO.,LTD.）は、かつて東京都内中心に投資用高級ワンルームマンションを開発・販売し、賃貸管理、人材派遣業務も行っていた企業である。
2009年に民事再生法の適用を申請した後、遅くとも2016年には村上世彰が関係する投資会社となった。

## 沿革
- 2001年（平成13年）12月 - 設立。
- 2004年（平成16年）2月 - マンション管理業務を開始。
- 2005年（平成17年）1月 - 本社を目黒区（東京都目黒区下目黒1-8-1アルコタワー14F）に移転。
- 2005年（平成17年）12月 - 名証セントレックスに新規上場。
- 2006年（平成18年）3月28日 - 1株を5株に分割。
- 2009年（平成21年）3月12日 - 東京地裁に民事再生法の適用を申請し、受理される。
- 2009年（平成21年）4月13日 - 上場廃止。

## 関連会社・派生会社
（平成24年3月時点）
- 株式会社S-FIT（ヘヤギメ）

　http://www.sfit.co.jp/
- 株式会社メイクス

　http://makes-design.jp/
- 株式会社ギブコム

　http://www.givecom.co.jp/